# 一条長成
一条 長成（いちじょう ながなり）は、平安時代後期の貴族。藤原北家中関白家、参議・藤原忠能の次男。官位は正四位下・大蔵卿。邸宅が一条大路沿いにあったことから一条大蔵卿と号した。

## 経歴
久安5年（1149年）に従五位上・右兵衛佐として美福門院御所への昇殿を許可されているのが史料の初見である。仁平2年（1152年）には従四位下加賀守となっており、同年末には但馬守に遷任されている。保元2年（1157年）、大蔵卿に任ぜられ、正四位下に叙せられた。
長く子がなかったが、源義朝の側室であった常盤御前（阿野全成・義円・義経の母）との間に嫡男・能成と女子一人を儲けた。能成は異父兄・義経の側近となり、のち晩年に従三位に上るが、長成自身は正四位下大蔵卿にまで昇進しながらも、公卿にはなれずに終わっている。『尊卑分脈』によれば長成は皇后宮亮となっている。
藤原北家道隆流（水無瀬流）であり、後の摂関家一条家とは別系統。また同時期の権中納言・一条能保（中御門流、源頼朝の妹婿）や、一条忠頼（甲斐源氏）とも別である。

## 逸話
義経が幼少時、陸奥国平泉の藤原秀衡に庇護されたのは、長成の支援によるものといわれる。秀衡の舅である藤原基成や平治の乱の首魁の藤原信頼は長成の母方の従兄弟にあたる藤原忠隆の子であり、親戚関係にあった。

## 系譜
- 父：藤原忠能 - 白河院・鳥羽院の院近臣
- 母：藤原長忠の娘（藤原北家中御門流出身）
- 妻：常盤御前
  - 男子：一条能成（1163-1238）
  - 女子：
- 生母不明の子女
  - 男子：藤原長信
- 養子
  - 男子：源義経 - 源義朝の九男

## 関連作品
映画
- 『源義経』（1955年、東映、演：中村時蔵）

テレビドラマ
- 『源義経』（1966年、NHK大河ドラマ、演：坂東秀調）
- 『草燃える』（1979年、NHK大河ドラマ、演：上田忠好）
- 『炎立つ』（1993年-1994年、NHK大河ドラマ、演：村松克巳）
- 『義経』（2005年、NHK大河ドラマ、演：蛭子能収）